# Sztyepan Petrovics Krasenyinnyikov
Sztyepan Petrovics Krasenyinnyikov (Степан Петрович Крашенинников) (Moszkva, 1711. október 31. – Szentpétervár, 1755. február 25.) orosz geográfus, botanikus, természettudós, Kamcsatka és Szibéria kutatója. A Szentpétervári Tudományos Akadémia tagja.

## Élete
1724 és 1732 között a Moszkvai Teológia Akadémián (Московская духовная академия) görögöt és latint, a Szentpétervári Egyetemen fizikát, geográfiát és természettudományokat tanult. 1732 végén 12 diákot hívtak be a Szentpétervári Tudományos Akadémiára, hogy felkészítsék őket a második kamcsatkai expedícióra. Az öt kiválasztott között volt Krasenyinnyikov. 1733 augusztusában indult útnak a kutatócsoport. 1735 nyarán Krasenyinnyikovot elküldték, hogy tanulmányozza az Onon folyó felső szakaszán a meleg vizű forrásokat. 1736 elején felkereste és leírást készített a barguzini erődről, bejárta a Bajkál-tó legnagyobb szigetét, az Olhont, és végül a tajgán keresztül eljutott a verholenszki erődhöz.
Az akadémikus tudósok Irkutszkból lóháton érték el a Léna folyó forrását, és onnan mentek Jakutszkba. Krasenyinnyikov is részt vett a Léna folyó leírásában, felment a Vityim folyón, elérte a Viljuj medencéjét és megvizsgálta a sós forrásokat. Minden egyes útjáról pontos és részletes leírást adott.
Az expedíció Jakutszkban telelt. Még előttük állt az út legnehezebb része, Kamcsatka tanulmányozása. Egészségi okokra hivatkozva az akadémikusok, köztük Johann Georg Gmelin német botanikus, Szibéria-kutató és Gerhard Friedrich Müller német geográfus, Oroszország-kutató, nem vállalták az utat. Az akadémiának küldött levelükben közölték, hogy Krasenyinnyikov egyedül, nélkülük indul Kamcsatkára. 1737 nyarán Ohotszkon keresztül indult útnak. Másfél hónap múlva a karaván leereszkedett a Ohotszki-tengerhez. Ohotszkban tanulmányozni kezdte a árapályt, meteorológiai megfigyeléseket tett, naplóját rendezte, az evenek nyelvéből szószedetet állított össze, és a város környékén tanulmányozta a növényzetet és az állatvilágot. Jelentését Jakutszkba küldte, amelyben leírást adott a Jakutszkból Ohotszkba vezető útról.
Csónakon érték el Bolserecket, Kamcsatka központját. A helyi hivatalnokok közül választotta első asszisztensét, Sztyepan Pliskint, akit megtanított arra, hogy különböző meteorológiai méréseket végezzen. Krasenyinnyikov 1738 januárjában kutyaszánnal indult útnak, hogy megvizsgálja a meleg forrásokat a Baanju mellékfolyóin. Elment az Avacsa-vulkánhoz, de a mély hó és a sűrű erdő miatt csak távolból figyelhette a tűzhányó kitörését.
Pliskint a tolmáccsal elküldte a Kuril-szigetekre 1738. március 10-én, hogy anyagot gyűjtsenek, maga pedig Kamcsatka déli részére utazott. Felkutatta, tanulmányozta a meleg vizű forrásokat a Ozernaja folyón, és visszatért Bolsereckbe. Két nappal később megérkezett Pliskin és a tolmács két őslakossal. Elmondásuk szerint a Lopatka-fokról keltek át a szigetekre. A két őslakostól sok mindent megtudott Krasenyinnyikov a szigetlakók szokásairól és hitvilágáról. Nyelvük szavaiból, kifejezéseiből szószedetet állított össze. 
A Jakutszkba küldött jelentéseiben részletesen beszámolt az óceánba ömlő folyókról, a meleg vizű forrásokról és a lakott területekről. Mellékelte a begyűjtött növényeket, kitömött állatokat és madarakat, a helyi viseletet és háztartási eszközöket.
1739 márciusában Nyizsnye-Kamcsatszk erődből indult vissza Bolsereckbe. Ezúttal más útvonalat választott. A keleti partvidéken a Paratunka erődig haladt, majd keresztben átkelt Kamcsatkán a nyugati part felé, Bolsereckbe. Kiderült, hogy távollétében Pliskin hanyagul, pontatlanul végezte a méréseket. Új asszisztenst fogadott, akivel a Bolsaja folyó torkolatához utazott májusban, hogy folytassa az árapályra vonatkozó vizsgálatait. Ősszel hosszú útnak indultak Kamcsatkán keresztül. Feleveztek a Bisztraja (Kozirevka) forrásáig, onnan pedig a Kamcsatka folyó forrásáig jutottak. Leereszkedtek a folyón egészen a nyizsnye-kamcsatszki erődig. Itt lejegyezte Vaszilij Mohnatkin meteorológusnak azt a közlését, hogy a sarki fényt tisztán lehetett látni 1739 márciusában.
1740 januárjában Nyizsnye-Kamcsatszk erődből indult kutyaszánnal észak felé, az óceán partján. Útközben sámánista ceremóniát látott. Egy asszonynak köszönhetően korják nyelvi szótárat állított össze a Karaginszki szigeten élő korjákok nyelvéből. (A Karaginszki sziget déli csúcsát később Krasenyinnyikov-foknak nevezték el). A Karaga folyó torkolatától átszelték a Kamcsatka földszorost, folytatták útjukat a nyugati partvidéken a Tyigil folyóig, és onnan 1740 februárjában érték el a nyizsnye-kamcsatszki erődöt. A megtett körutat nagyon pontosan lejegyezte. Sok figyelmet szentelt a korjákok életének. Tíz nap múlva visszaindultak Bolsereckbe. Útközben a Povicsa és Zsupanova folyókat írta le. Augusztusban kétnapos utat tett a Nacsilova folyóhoz gyöngykagylókért. A hónap végére komolyan megbetegedett.
1740 szeptemberében két akadémikus érkezett Bolsereckbe, Georg Wilhelm Steller és Louis de l’Isle francia csillagász, akik  
Vitus Bering és Alekszej Iljics Csirikov észak-amerikai hajóútján készültek részt venni. Krasenyinnyikov átadta Stellernek a könyveket, naplókat, és az akadémia tulajdonát képező tárgyakat, eszközöket. Kétszer kelt át Kamcsatkán Stellerrel.
1743 februárjában, majdnem tíz év után, tért vissza Szentpétervárra. Az akadémikusok levizsgáztatták és méltónak találták arra, hogy tovább mélyítse tudását a Tudományos Akadémián. Két év után az Akadémia adjunktusa lett, és elkezdett dolgozni a Botanikus Kertben, amelynek igazgatójaként működött tovább 1747-től. 1749-ben Szentpétervár vidékén, Ingermanlandban tanulmányozta a növényzetet. Megkapta az 1745-ben Tyumenyben elhunyt Steller kéziratait. Összeállította az első átfogó művet Kamcsatkáról, amelybe Steller kéziratait is beépítette. A Kamcsatka  földjének leírása 1756-ban, halála után jelent meg. Lefordították német, angol francia és holland nyelvre. Hosszú ideig ez a kétkötetes mű volt az egyetlen Kamcsatkával foglalkozó mű az európai szakirodalomban.
A 14069 Krasheninnikov kisbolygót róla nevezték el.